# Lophochernes tibetanus
Lophochernes tibetanus är en spindeldjursart som beskrevs av Beier 1943. Lophochernes tibetanus ingår i släktet Lophochernes och familjen tvåögonklokrypare. Inga underarter finns listade i Catalogue of Life.